# 金佳嬿
金佳嬿（韓語：김가연，1972年9月9日—），常被音譯為「金佳妍」，韓國女演員。

## 演出作品

### 電視劇
- 1996年：KBS《顏色》第1話 白色
- 2002年：KBS《張禧嬪》飾 張禧嬪的內人[7]
- 2004年：MBC《花仙女》
- 2004年：SBS《巴黎戀人》 [8]
- 2005年：MBC《赤腳青春》
- 2006年：SBS《遊戲女王》
- 2007年：KBS《壞愛情》飾 姜珠蘭
- 2008年：SBS《全職媽媽》
- 2009年：SBS《自鳴鼓》飾 麗娘
- 2009年：MBC《活的有滋味》
- 2011年：JTBC《仁粹大妃》飾 桂陽君夫人韓氏（仁粹大妃的二姐）
- 2013年：KBS《紅寶石戒指》飾演 裴世蘿
- 2018年：tvN《金秘書為何那樣》（客串）
- 2020年：KBS《絕妙的遺產》飾演 申愛莉
- 2021年：KBS《紳士與小姐》飾演 金室長
- 2023年：KBS《秘密的女人》飾演 徐慶淑（特別出演）

### 電影
- 2000年：《Pisces》（客串）
- 2000年：《The Foul King》
- 2004年：《Mr. Handy, Mr Hong》
- 2007年：《華麗的休假》
- 2007年：《Fantastic Parasuicides》（網路電影）

## 外部連結
- 金佳嬿的X（前Twitter）
- 金佳妍的CYWorld （页面存档备份，存于）
- 金佳嬿的Instagram帳戶
- 金佳嬿在NAVER上的资料